# 异芒鹅观草
异芒鹅观草（学名：Roegneria abolinii），为禾本科鹅观草属下的一个植物种。